# موساپرامین
موساپرامین (Cremin) یک داروی ضدروان‌پریشی آتیپیک است که در ژاپن استفاده می شود. این دارو یک آنتاگونیست دوپامین قوی با میل ترکیبی بالا به گیرنده‌های D۳ ،D۲ و D۴، و با تمایل متوسط برای گیرنده ۲ سروتونین است.

## همچنین ببینید
- کارپیپرامین
- کلوکاپرامین
- ایمیدازوپیریدین